# Шлюб у Стародавній Греції

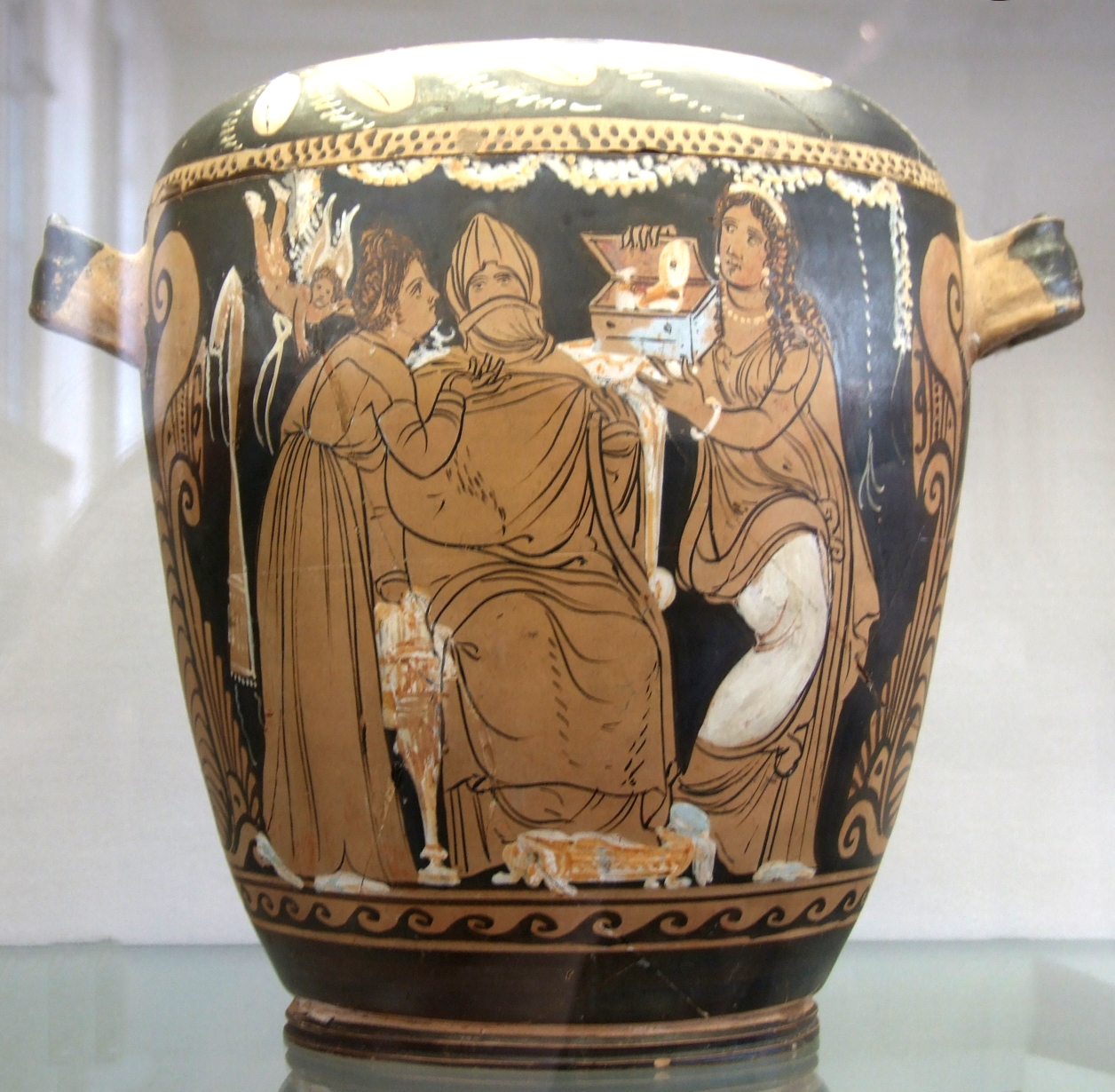
«Підготовка до весілля»

Шлюб у Стародавній Греції полягав менше в особистих стосунках і більше в соціальній відповідальності. Метою та основною ціллю всіх шлюбів було народження дітей, що робило шлюб питанням суспільного інтересу. Шлюби зазвичай влаштовували батьки; іноді використовувалися професійні свати. Кожне місто було політично незалежним і кожне мало власні закони щодо шлюбу. Щоб шлюб був законним, батько жінки або опікун давав дозвіл на відповідного чоловіка, який міг дозволити собі одружитися. Дочок-сиріт зазвичай видавали за дядьків чи двоюрідних братів. Шлюби в зимній період були популярними через значення того часу для Гери, богині шлюбу. Пара брала участь у церемонії, яка містила в собі такі ритуали, як зняття фати, але саме спільне проживання пари робило шлюб законним. Шлюб вважався офіційним переходом жінки від дитинства до дорослого життя.
Доступні історичні записи на цю тему зосереджуються виключно на Афінах чи Спарті і в першу чергу на аристократичних класах. Вчені не впевнені, чи були ці традиції поширеними в решті Стародавньої Греції та для тих, хто належали до нижчих класів, чи ці записи є унікальними для цих регіонів і соціальних класів. Ці записи також переважно зосереджені на класичному періоді. Існує також обмежена інформація про шлюб у місті Гортин у давні часи, у вигляді законодавчого тексту Гортинського кодексу.

## Шлюб як суспільний інтерес
Давньогрецькі законодавці вважали шлюб справою суспільного інтересу. Шлюби мали бути моногамними. Відповідно до цієї ідеї, герої Гомера за законом ніколи не мають більше однієї дружини, хоча вони можуть бути зображені проживаючими з наложницями, або маючими сексуальні стосунки з однією чи кількома жінками. Згідно із Законами Платона, будь-який чоловік, який не був одружений до 35 років, міг бути покараний втратою громадянських прав і матеріальними наслідками. Він пропонує, щоб чоловіки, вибираючи дружину, в першу чергу завжди брали до уваги інтереси держави, а не власні бажання.

### У Стародавній Спарті
У Стародавній Спарті підпорядкування приватних інтересів і особистого щастя благу громадськості активно заохочувалося міськими законами. Один із прикладів юридичної важливості шлюбу можна знайти в законах Лікурга Спарти, які вимагали, щоб проти тих, хто одружився надто пізно (graphe opsigamiou) або недоречно (graphe kakogamiou), а також проти підтверджених холостяків, тобто проти тих, хто взагалі не одружився (graphe agamiou), було застосоване кримінальне провадження. Ці положення були засновані на загальновизнаному принципі, що обов’язок кожного громадянина – виховати для держави міцних і здорових законних дітей.
Основним об'єктом шлюбу спартанці вважали текнопоіа (виношування дітей). Тому, якщо жінка не мала дітей від власного чоловіка, держава повинна була дозволити їй жити з іншим чоловіком. За таких самих причин, і щоб запобігти кінцю родинної лінії, спартанському царю Анаксандріду II дозволили жити з двома дружинами. Він тримав дві окремі установи: це був випадок двоженства, яке, як зауважує Геродот, зовсім не відповідало ні спартанським, ні еллінським звичаям.

### У Стародавніх Афінах
Щоб шлюб вважався законним в Афінах, і наречена, і наречений повинні були мати вільний статус, а після 451 р. до н.е. обидва мали бути законними дітьми сімей афінських громадян. Діти таких союзів по досягненню повноліття вважалися б законними громадянами Афін. Хоча шлюби не були юридично визнані в Афінах, багаті метики вважалися одруженими тими, хто їх оточує, якщо вони дотримувалися тих самих процедур і церемоній. Ці пари тоді поводилися, як будь-яка одружена пара афін.

### У Стародавньому Гортині
Ґортинський кодекс дає нам відомості про закони, що стосуються шлюбу в стародавньому Гортині. Хоча кодекс записує закон, науковиця Сью Бланделл нагадує, що ми не повинні вважати, що це в дійсності відображає реальність шлюбів. Здається, кодекс в основному стосується законності шлюбів з урахуванням громадянства та політичного статусу будь-яких дітей. Громадянство дітей рабів і вільних жінок залежало від місця проживання дітей. Діти вважалися рабами, якщо подружжя жило і виховувало дітей у будинку свого батька, роблячи їх власністю свого господаря. Якщо пара жила і виховувала дітей у домі матері, вони вважалися вільними. Діти, народжені від двох батьків-рабів, перебували у власності свого господаря.

## Шлюб за домовленістю
Про шлюб, як правило, домовлялися батьки нареченої і нареченого. Чоловік вибирав собі дружину за трьома ознаками: посаг, який віддавав батько нареченої нареченому; її передбачувана фертильність; та її навички, такі як ткацтво. Зазвичай не було встановлених вікових обмежень для вступу в шлюб, хоча, за винятком політичних шлюбів, очікування до дітородного віку вважалося належним атрибутом вихованості. Багато жінок вступали в шлюб у віці 14 або 16 років, тоді як чоловіки зазвичай одружувалися приблизно у віці 30 років.
Зять і тесть ставали союзниками (ἔται , etai, «клановики») шляхом обміну подарунками під час підготовки до передачі нареченої до нареченого. Подарунки (δῶρα dora) означали союз між двома домівками. Обмін також показував, що сім’я жінки не просто продала її чи відкинула; подарунки оформляли законність шлюбу. Подарунки від нареченої (ἕδνα hedna) зазвичай складалися з великої рогатої худоби.
Чоловік міг мати дружину і наложницю. Якщо дружина давала згоду, діти, народжені від наложниці, визнавалися спадкоємцями чоловіка. Ця практика в основному обмежувалася багатими чоловіками з високим статусом, дозволяючим їм мати кількох наложниць і коханок, але лише одну дружину.
Шлюби також укладалися через зустріч батьків молодої пари, ґрунтуючи шлюб на їхніх інтересах у розширенні бізнесу чи налагодженні союзу між сім'ями, не турбуючись про те, що думав про ситуацію наречений, або чого бажала наречена.

## Вибір подружжя
Незалежно від будь-яких суспільних міркувань, існували також приватні чи особисті причини (особливо в стародавні часи), які робили шлюб обов’язком. Платон згадує про один із них як про обов’язок забезпечити продовження представників, що стануть слугами божества (toi Theoi hyperetas an'hautou paradidonai), який покладається на кожну людину. Іншою причиною було бажання, яке відчував майже кожен, не тільки увічнити своє власне ім’я, але й не допустити, щоб його спадщина була спустошена, і його ім’я було знищено, і залишити когось, хто міг би зробити звичайні жертви на його могилі. З цими думками, бездітні люди іноді усиновлювали небажаних дітей, у тому числі дітей, які були залишені вмирати.
За афінським законодавством громадянину не дозволялося одружуватися з іноземкою, і, навпаки, під страхом дуже суворого покарання. Однак близькість по крові (anchisteia) або кровна спорідненість (syngeneia) не була, за деякими винятками, перешкодою для шлюбу в жодній частині Греції. Таким чином, братам дозволялося одружуватися навіть із сестрами, якщо не гомометріями або народженими від однієї матері, як Кімон зробив з Елпінікою, хоча на подібний зв’язок, очевидно, дивилися з огидою.
Немає жодних доказів того, що любов коли-небудь відігравала важливу роль у виборі законного чоловіка, хоча вчені стверджують, що, досить ймовірно, були романи і через кохання.

## Спадкоємиці
В Афінах у випадку, коли батько вмирав, не залишивши заповіту, і не мав дітей синів, його спадкоємиця не мала вибору вступити в шлюб. Жінка не була спадкоємицею за сучасними західними стандартами, оскільки фактично не могла володіти землею, однак її не можна було відокремити від неї. Це означало, що будь-який чоловік повинен був спочатку одружитися з нею, щоб володіти землею. За законом вона була змушена вийти за свого найближчого родича, як правило, за двоюрідного брата або дядька, який був здатний зачати дітей. Якщо спадкоємиця та/або її потенційний чоловік перебували у шлюбі, вони повинні були розлучитися, якщо батько до смерті не вжив заходів обережності, усиновивши нинішнього чоловіка своєї дочки як свого спадкоємця. За реформами Солона такі пари повинні були займатися сексом не менше трьох разів на місяць, щоб зачати спадкоємця.  Якщо спадкоємиця була бідною (тесса), найближчий неодружений родич або мав одружитися з нею, або розділяв її статус. Коли співспадкоємиць було кілька, вони одружувалися відповідно зі своїми родичами, причому найближчий мав перший вибір (див. Епіклерос). Фактично спадкоємиця разом зі спадщиною належала до родичів роду, так що в давнину батько не міг віддати свою дочку (якщо спадкоємицю) без їхньої згоди. Однак цього не було в пізнішому афінському законі, згідно з яким батько мав право розпоряджатися своєю дочкою за заповітом чи іншим чином; так само, як вдови все ще підкорялися волі своїх чоловіків, що досі вважалися їхніми законними опікунами (kyrioi).
Така ж практика шлюбу в родині (ойкос), особливо щодо спадкоємиць, панувала в Спарті. Ці жінки були відомі як patrouchoi. Леонід одружився зі спадкоємицею Клеомена I, як її анхістеї, або найближчий родич, і Анаксандрідою, дочкою його рідної сестри. Крім того, якщо батько не визначився щодо своєї дочки, королівський суд вирішував, хто з привілейованих осіб або членів однієї родини повинен одружитися зі спадкоємицею.
Лін Фоксхолл навів докази подібної традиції в стародавньому Гортині, де жінки були відомі як патройокі. Ці дівчата вступали в шлюб у віці 12 років, щоб якомога швидше народити спадкоємця. На них могли претендувати спочатку дядьки по батьковій лінії, а якщо дядьків не було, то двоюрідні брати по батькові за віком мали б наступне право одружитися з нею. Якщо досі ніхто не міг претендувати на неї, вона могла вільно вийти за кого забажає «з племені з тих, хто звертається». Однак, якби вона відмовила першому залицяльнику, вона була б винна йому половину своєї спадщини.

## Дати одруження
Стародавні греки в основному одружувалися взимку, протягом місяця Гамеліон, тобто у січні. Gamelion перекладається як «весільний місяць». Це було зроблено на честь богині шлюбу Гери. Також протягом місяця їй приносили особливі жертви.

## Заручини
Сватання у давнину залишалося поза межами політико-правового регулювання. Це було повністю залишено на турботу та передбачливість батьків або жінок, які зробили це професією, і тому їх називали promnestriai або promnestrides. Проте, ця професія не вважалася дуже почесною і не мала гарної репутації, оскільки вона була надто пов’язана з професією шанувальника (proagogos).
У стародавніх Афінах шлюби укладалися між нареченим і опікуном (кіріосом) нареченої. Кіріос оголошував, що дозволяє своїй дочці вступити в шлюб. Залицяльники змагалися один з одним за руку дочки. Вони приносили екстравагантні подарунки або змагалися піснями, танцями чи іграми. Коли залицяльника обирали для дочки, він і батько брали участь в процесі, відомому як engysis («давання застави в руку»), коли двоє чоловіків тиснули один одному руки і вимовляли кілька ритуальних фраз. Жінка не вирішувала, за кого вийти (лише за дуже особливих обставин), і вона не відігравала активної ролі в процесі енгізису, що було досить нормальним для того часу. Після енгізису пара робила обов’язкову урочисту обіцянку одне одному у вірності.
В Афінах енгізіс, або заручини, були фактично необхідними для повної чинності шлюбного договору. Його робив біологічний або законний опікун (kyrios) нареченої, зазвичай її батько, і в ньому були присутні родичі обох сторін як свідки. З огляду на цей натовп опікун казав: «Я віддаю тобі мою дочку з метою народження законних дітей», на що призначений наречений відповідав би «я беру її». Закон Афін передбачав, що всі діти, народжені від законно укладеного шлюбу, повинні бути законними gnesioi, і, як наслідок, сини, isomoiroi, мали право на поділену спадщину (gavelkind). Отже, здається, що проблема шлюбу без шлюбного союзу позбавило б дітей спадкових прав, які залежали від того, щоб вони народилися ex astes kai engyetes gynaikos, тобто від громадянина та законно зарученої дружини. Придане дружини також було врегульовано при подружжях.
У Спарті, як і в Афінах, сватання нареченої її батьком або опікуном (кіріосом) було обов’язковим. Іншим звичаєм, властивим спартанцям і пережитком стародавніх часів, було викрадення нареченої її наміченим чоловіком (див. Геродот, VI. 65), але, звичайно, з дозволу її батьків або опікунів. Однак вона не відразу оселялася в будинку свого чоловіка, а деякий час таємно проживала з ним, поки він не приводив її, а також часто її матір, до себе додому. Подібний звичай, мабуть, панував на Криті, де, як розповідають, юнаки, звільнені з агели своїх товаришів, одразу ж одружувалися, але лише через деякий час забирали своїх дружин додому. Мюллер припускає, що дітей від цього таємного статевого акту називали parthenioi.

## Святкування весілля
Давньогрецьке весільне святкування складалося з трьох частин, які тривали три дні: проаулія, яка була перед весільною церемонією, гамос, яка була фактичним весіллям, і еполія, яка була післявесільною церемонією. Велика частина весілля була зосереджена на нареченій. Зокрема, в Афінах велика частина весілля відбувалася вночі.

### Проаулія
Проаулія була часом, коли наречена проводила свої останні дні з матір’ю, родичами та друзями, готуючись до весілля. Проаулія, як правило, влаштовувалася в будинку батька нареченої. Під час цієї церемонії наречена робила різноманітні підношення, які називаються протелеями, таким богам, як Артеміда, Афіна та Афродіта. «Іграшки будуть присвячуватися Артеміді дівчатами-підлітками до шлюбу, як прелюдія до пошуку чоловіка та народження дітей. Більш значущим як обряд перед шлюбом був ритуал стрижки і посвячення пасми волосся»  Цілком імовірно, що наречена запропонувала б цим богиням пояс, який носили з моменту статевого дозрівання. Ці підношення означали розлуку нареченої з дитинства і посвячення в доросле життя. Вони також встановлювали зв’язок між нареченою та богами, які забезпечували захист нареченої під час цього переходу.

### Гамос
Гамос був днем весілля, коли низка церемоній оточувала переведення нареченої з дому її батька до будинку її нового чоловіка. Він починався з жертвоприношення протелеї (дошлюбної), яка мала благословити богів пари, яка одружується. Обряди дня починалися з весільного купання, яке дарували нареченій. Ця ванна символізувала очищення, а також родючість, і вода була доставлена зі спеціального місця або чогось на кшталт  контейнера, який називається лутрофорос. Потім наречений і наречена робили приношення в храмі, щоб забезпечити плідне майбутнє життя. Весільний бенкет у будинку батька нареченої  відвідували обидві родини. Однак чоловіки і жінки сиділи за різними столами, жінки сиділи і чекали, поки чоловіки закінчать.  Найзначнішим ритуалом дня весілля була анакаліптерія, яка позначала зняття фати нареченої. Це означало завершення її передачі в сім'ю чоловіка.

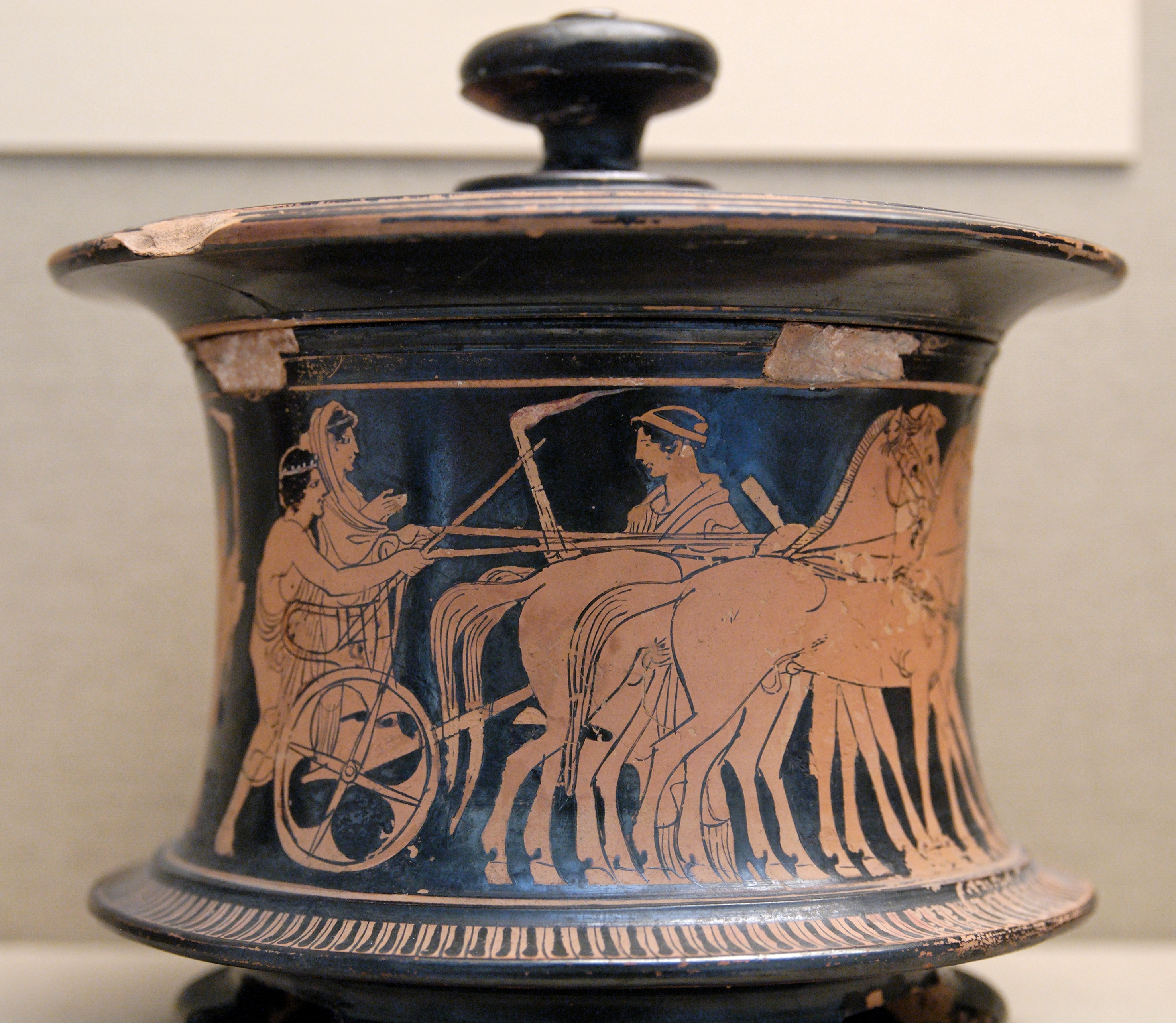
Розпис на вазі весільної процесії

Жінка освящала шлюб, переселившись у житлове приміщення сватів. Наступного дня після весілля подруги нареченої зазвичай відвідували новий будинок. Хоча причина невідома, вважається, що це могло полегшити перехід до їхнього нового життя.
Найважливішою частиною була шлюбна процесія; колісниця, яку керував наречений, що привозить ще завуальовану наречену до свого, а тепер і її, додому. За ними йшли родичі, які приносили подарунки подружжю. Весь шлях був освітлений факелами. Подарунки часто були розписані романтичними образами шлюбу та молодят. Цілком імовірно, що ці зображення були обрані, щоб полегшити страх наречених перед їх шлюбом з чоловіком, який часто був незнайомим. Після прибуття додому їх вітала свекруха і приводила прямо до домашнього вогнища. У цей момент подружжя обсипали сухофруктами та горіхами, щоб благословити їх родючістю та процвітанням. Саме в цей момент наречений проводив наречену до кімнати нареченої, і її фата ритуально знімалася.

### Еполія
Еполія відбулася на наступний день після гамосу. Саме тоді родичі подружжя вручали подарунки і офіційно вносили їх в будинок. Подарунки часто мали натяки на нову сексуальну та домашню роль дружини. Серед поширених подарунків були ювелірні вироби, одяг, парфуми, горщики та меблі.

### Спартанський шлюб
Спартанський шлюб був позбавлений афінської церемонії. Спартанських жінок свідомо захоплювали і одягали як чоловіків, а також голили волосся, як це роблять чоловіки. У цьому вбранні наречени лежали в темряві, куди тверезий наречений підкрадався, знімав з неї пояс і ніс до ліжка. Оскільки від чоловіків вимагалося спати в казармі, він невдовзі уходив. Цей процес підкрадання тривав щоночі. Наречена допомагала цьому процесу, плануючи, коли і де для них буде безпечно зустрітися. Іноді цей процес тривав так довго, що пари народжували дітей до зустрічі вдень. Цілком імовірно також, що спартанські жінки не вступали в шлюб такими молодими, як афінські жінки, оскільки спартанці хотіли, щоб наречена була в розквіті сил з розвиненим тілом, а не з легким або незрілим. У середньому шлюбі спартанським нареченим було, швидше за все, близько 18 років, чоловікам близько 25 років  Немає жодних доказів, які б підтверджували, що до такого типу шлюбу була отримана згода сімей, але, як припускають джерела, така традиція була прийнята всіма спартанцями.

### Гортинський шлюб
Про весільні церемонії в стародавньому Гортині відомо небагато, але деякі дані свідчать про те, що наречені могли бути досить молодими і все ще жили в домі свого батька, поки не були здатні вести господарство свого чоловіка.

## Подружнє життя

### У Стародавніх Афінах

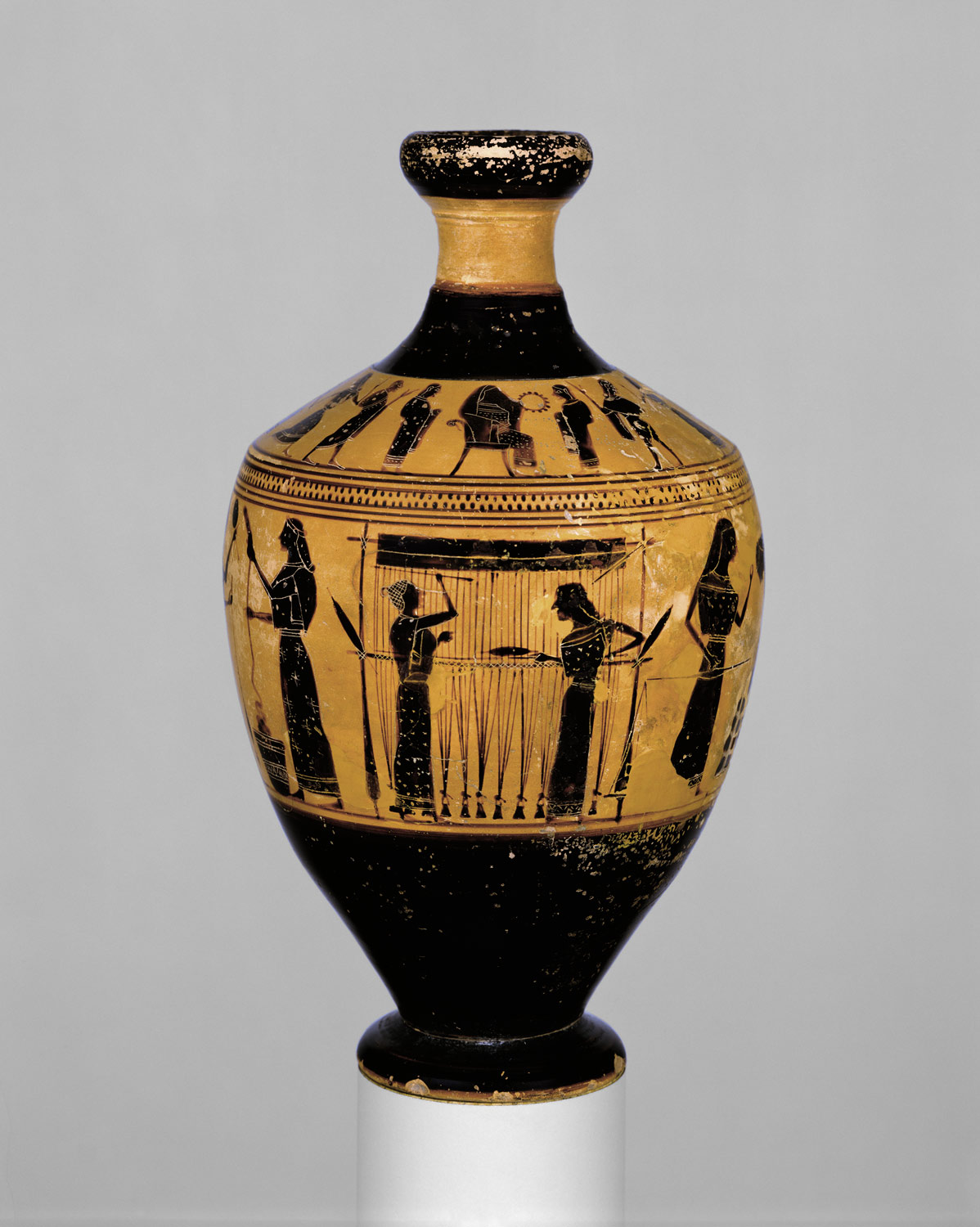
Чорнофігурний вазопис жінок, зайнятих обробкою вовни

Після одруження починалося сімейне життя. Домашній простір і обов'язки були поділені між чоловічими та жіночими. Жінки мали своє місце нагорі, а чоловіки — знизу. Це повинно було тримати жінок подалі від очей, коли в приміщенні були присутні відвідувачі чи незнайомці. Будь-які розваги також відбувалися в чоловічих приміщеннях, щоб переконатися, що жінки були приховані. Вважається, що ця відокремленість жінок також могла діяти як символ статусу, оскільки лише багаті сім’ї могли дозволити собі мати місце та персонал, щоб утримувати своїх жінок повністю відокремленими. Відокремленість жінок також гарантує законнонародженість усіх дітей, які є у жінки. У жіночому просторі як вільні, так і рабині поєднувалися в компанії, працюючи разом для виробництва тканини. Ткацтво та виробництво текстилю вважалося неймовірно важливим завданням для жінок, і вони часто пропонували богам особливо витончені роботи. Якщо жінки бажали працювати на вулиці в теплі дні, вони могли це робити у внутрішньому дворику. Для жінок також було важливо мати можливість слідкувати за домашніми справами та рабами за відсутності чоловіка. Чоловік «навчав» свою дружину робити це належним чином, оскільки чоловіки потенційно могли бути відсутніми на тривалий період часу, щоб вирішувати проблеми демократичного чи військового значення.

### У Стародавній Спарті
Незалежно від того, були спартанські чоловіки одружені чи ні, вони продовжували жити в казармах до тридцяти років і в мирні, і в воєнні часи. Вважалося, що поділ чоловіка та дружини підтримує їхні стосунки пристрасними, оскільки можливостей для статевого акту було мало. Вважалося, що діти, зачаті від пристрасті, яку виховує ця розлука, будуть більш енергійними та жвавими, ніж звичайна дитина. Єдиною метою спартанського шлюбу було народження дітей, і було багато випадків, коли укладалися угоди про зачаття дітей не тільки від чоловіка і дружини. Якщо чоловік був дуже старий, він міг обрати молодого хлопця, щоб запліднити свою дружину від його імені. Усі ці заходи були вжиті для того, щоб діти були якомога більш вражаючими та перевершували не-спартанських дітей. Спартанські дружини не могли працювати, щоб заробити гроші, і повинні були утримувати себе за рахунок призначеної їм землі, яку обробляли раби або робітники нижчого класу. Невідомо, чи жінки самі отримували землю, чи наглядали за землею, призначеною їхнім чоловікам. Спартанські жінки не оплакували смерть чоловіків чи синів, які загинули на війні, а радше пишалися їхніми хоробрими вчинками та героїчною смертю.

### У Стародавньому Гортині
Хоча кодекс Гортина надає обмежену інформацію про подружнє життя в Гортині, є деякі докази того, що жінки мали більшу незалежність за законом, ніж у таких місцях, як Афіни чи Спарта, хоча вони все ще не мали цінності в порівнянні з законними правами чоловіків. Фоксхолл заявив, що наявність цього закону не означає, що він обов’язково був загальною практикою. Закони також не обов’язково існували для блага жінок або щоб сприяти загальному їх добробуту. Чоловіки та дружини ділили дохід від спільного маєтку, але жінка зберігала одноосібний контроль над власним майном.

### Неодружені жінки
Невідомо, наскільки часто жінки залишалися неодруженими в Стародавній Греції, оскільки самотні жінки не були б цікавими для чоловіків-істориків, щоб писати про них. У Лісістраті Арістофана є рядки, які натякають на смуток афінських жінок щодо тих, які постаріли і тепер не можуть мати законних дітей тому, що їх чоловіки не повернулися з Пелопоннеської війни. Неодружені жінки були б фінансово залежними від найближчого члена сім'ї чоловіка. Якщо її сім’я була бідною, це могло змусити жінку звернутися до проституції, щоб забезпечити себе.

## Розлучення
За словами вчених, у Стародавній Греції на розлучення не зважали. Будь-яка негативна репутація, пов’язана з розлученням, була б скоріше викликана гучними скандалами, а не самим розлученням. У стародавніх Афінах і чоловік, і дружина мали право ініціювати розлучення. Чоловік просто повинен був відправити дружину назад до її батька, щоб розірвати шлюб. Щоб дружина розлучилася, вона повинна була з'явитися до архонта. Хоча розлучення, спричинені дружиною, повинні були бути зареєстровані в архонта, він, здавалося, не мав повноважень щодо цього, а просто фіксував це. Дружина, ймовірно, також потребувала б підтримки батька та родини. Дружина була матеріально захищена законами, які оголошували, що її придане підлягає поверненню у разі розлучення. Існували дві додаткові процедури, за допомогою яких люди, крім пари, могли розірвати шлюб. Першою з них було розлучення, ініційоване батьком нареченої; єдиний збережений приклад цієї процедури походить із промови Демосфена проти Спудія. Це дозволялося лише в тому випадку, якщо дружина не народила чоловікові дитини. Нарешті, якщо жінка ставала епіклеросом після шлюбу, очікувалося, що її найближчий родич-чоловік після смерті її батька розірве і його, і її нинішній шлюб, щоб одружитися з нею.
У випадках, коли жінка здійснила зраду, чоловік був зобов’язаний розлучитися з дружиною під загрозою позбавлення прав. Було припущено, що в деяких випадках, щоб уникнути скандалу, чоловіки, можливо, не суворо дотримувалися цього закону. Після розлучення чоловік повинен був повернути придане дружині. Якщо він цього не робив, то був зобов’язаний сплачувати 18% відсотків на рік.
У Спарті безплідність з боку дружини була підставою для чоловіка залишити жінку.
У Гортині і чоловік, і дружина мали можливість розлучитися один з іншим. Якщо розлучення було за ініціативою чоловіка, він був зобов'язаний виплатити дружині невелику матеріальну компенсацію. Розлучені дружини залишали своє майно, половину врожаю з власного майна, і половину витканої ними тканини.
Іншою поширеною причиною припинення шлюбів було те, що один із партнерів овдовів. Жінки часто ставали вдовами, коли їхні чоловіки гинули на війні; чоловіки зазвичай ставали вдівцями в результаті смерті  дружини під час пологів. Поширеним було для розлучених та овдовілих одружуватися вдруге.
1. 1 2 3  WILLIAMSON, MALCOLM (1998). The Sacred and the Feminine in Ancient Greece (англ.). Psychology Press. ISBN 9780415126632. Архів оригіналу за 6 грудня 2021. Процитовано 6 грудня 2021.
2. 1 2 3 4 5 6 7 8 9  Fantham, Elaine; Foley, Helene Peet; Kampen, Natalie Boymel; Pomeroy, Sarah B.; Shapiro, H. A. (30 березня 1995). Women in the Classical World: Image and Text (англ.). Oxford University Press. ISBN 9780199762163. Women in the classical world: image and text.
3. ↑  Buttmann, Lexilogus, 73
4. ↑  Smith, William; Anthon, Charles (1843). A Dictionary of Greek and Roman Antiquities (англ.). Harper & Brothers. Архів оригіналу за 6 грудня 2021. Процитовано 6 грудня 2021.
5. 1 2 3  Pollux, Onomasticon VIII.40.
6. 1 2  Plutarch, Life of Lycurgus 15.1 [Архівовано 6 грудня 2021 у Wayback Machine.].
7. ↑  Mulller, Dorians., iv. 4. § 3.
8. ↑  Xenophon. de Rep. Lac. i. 8.
9. ↑  Herodotus. vi. 39, 40
10. 1 2 3 4 5  Foxhall, Lin (9 травня 2013). Studying Gender in Classical Antiquity (англ.). Cambridge University Press. ISBN 9781107067028. Архів оригіналу за 6 грудня 2021. Процитовано 6 грудня 2021.
11. 1 2 3 4 5 6 7 8 9 10 11 12 13 14 15 16 17  Blundell, Sue; Blundell, Susan (1995). Women in Ancient Greece (англ.). Harvard University Press. ISBN 9780674954731.
12. 1 2 3 4 5 6 7 8 9  Pomeroy, Sarah B.; Burstein, Stanley M.; Donlan, Walter; Tolbert Roberts, Jennifer; Tandy, David W.; Tsouvala, Georgia (2019). A Brief History of Ancient Greece: Politics, Society, and Culture. New York, NY: Oxford University Press. ISBN 978-0190925307.
13. ↑  Pl. of ἔτης etes.
14. ↑  Pl. of δῶρον doron.
15. ↑  Pl. of ἕδνον hednon.
16. 1 2  Powers, Jennifer. "Greek Weddings: The History of Marriage." SUNY Albany, 1997. Web. 18 March 2014.
17. ↑  Apostolou, Menelaos. "Sexual Selection Under Parental Choice: Evidence From Sixteen Historical Societies." Evolutionary Psychology 10.3 (2012): 504-518. Academic Search Complete. Web. 19 Mar. 2014
18. ↑  Thompson, James C. "MARRIAGE IN ANCIENT ATHENS." MARRIAGE IN ANCIENT ATHENS. N.p., n.d., July 2010. Web. 19 Mar. 2014.
19. ↑  Isaeus de Apoll. Hered. p. 66. Bek.
20. ↑  Demosth. c.Neaer. p. 1350
21. ↑  Isaeus, de Oiron. her. p. 72.
22. ↑  Becker, Charikles, vol. ii. p. 448.
23. ↑  Muller, Dorians, ii. 10. § 4.
24. ↑  Demosth., C. Steph.; p. 1134.
25. ↑  Demosth. C. Aphob.; p. 814.
26. ↑  Herodotus, vi. 57 ; Muller, /. c.
27. ↑  Pollux, iii. 31.
28. ↑  Plato, Theaet. 2. p. 150.
29. ↑  Flaceliere, Robert (1974). Daily Life in Greece. New York: Macmillan Publishing Co., INC.. pp. 57.
30. 1 2  Mireaux, Emile (1959). Daily Life in the Time of Homer. New York: The Macmillan Company. pp. 215.
31. ↑  Flaceliere, Robert (1974). Daily Life in Greece. New York: Macmillan Publishing Co., INC.. pp. 60.
32. ↑  Demosth. c. Steph. p. 1134
33. ↑  Meicr and Schoeman, p. 415.
34. ↑  Muller, Dorians, ii. 4. § 2.
35. ↑  Xen. de Rep. Lac. i. 5.
36. ↑  Strabo, x. p. 482
37. ↑  Dillon, Matthew (2002). Women and Girls in Classical Greek Religion. New York: Routledge. с. 215. ISBN 0415202728.
38. ↑  Garland,Robert (1990).The Greek Way of Life. New York:Cornell University Press. pp.119-120
39. ↑  History of Science: Cyclopædia: Alguazil - anagram. digicoll.library.wisc.edu (амер.). Архів оригіналу за 22 травня 2020. Процитовано 1 березня 2017.
40. ↑  Flaceliere,Robert (1974).Daily Life in Greece.New York:Macmillan Publishing Co., INC..pp.62
41. 1 2  Cameron, Averil; Kuhrt, Amélie (15 квітня 2013). Images of Women in Antiquity (англ.). Routledge. ISBN 9781135859237. Архів оригіналу за 6 грудня 2021. Процитовано 6 грудня 2021.
42. 1 2  Cohn-Haft, Louis (1995). Divorce in Classical Athens. The Journal of Hellenic Studies. 115: 1—14. doi:10.2307/631640. JSTOR 631640.
43. ↑  Cohn-Haft, Louis (1995). Divorce in Classical Athens. The Journal of Hellenic Studies. 115: 4. doi:10.2307/631640. JSTOR 631640.
44. ↑  Cantarella, Eva (2005). Gender, Sexuality, and Law. У Gagarin, Michael; Cohen, David (ред.). The Cambridge Companion to Ancient Greek Law. Cambridge: Cambridge University Press. с. 247.
45. ↑  Cohn-Haft, Louis (1995). Divorce in Classical Athens. The Journal of Hellenic Studies. 115: 9. doi:10.2307/631640. JSTOR 631640.
46. ↑  Demosthenes, 59.86–87
47. ↑  Roy, J. (1997). An Alternative Sexual Morality for Classical Athenians. Greece & Rome. 44 (1): 14. doi:10.1093/gr/44.1.11.
48. ↑  Pomeroy, Sarah (1994). Goddesses, Whores, Wives, and Slaves: Women in Classical Antiquity. London: Pimlico. с. 63.
49. ↑  Herodotus vi; 61